# Quitaque, Texas
Quitaque là một thành phố thuộc quận Briscoe, tiểu bang Texas, Hoa Kỳ. Năm 2010, dân số của xã này là 411 người.

## Dân số
- Dân số năm 2000: 432 người.
- Dân số năm 2010: 411 người.